# Хадр, Омар Ахмед
Омар Ахмед Хадр (род. 19 сентября 1986, Оттава, Канада) — гражданин Канады, захваченный в пятнадцатилетнем возрасте 27 июля 2002 года специальным подразделением Армии США в Афганистане во время 4-часового сражения в деревне Аюб-Хеиль и удерживавшийся в тюрьме на базе в Гуантанамо с октября 2002 года до 2012 года.
Омар Хадр, нередко называемый в прессе «ребёнком-солдатом», являлся самым младшим из всех заключённых, удерживавшихся США в лагере для интернированных «незаконных участников боевых действий на стороне неприятеля». США отказывается наделить узников Гуантанамо статусом военнопленных, вследствие чего на Хадра, как и на других заключённых, не распространялось действие Женевской конвенции. Более того, по мнению «Международной амнистии», США нарушили международные нормы, отказавшись признать Омара Хадра несовершеннолетним, что предполагает соответствующее обращение, несмотря на многочисленные протесты и требования Детского фонда ООН, Международной амнистии и Канадской ассоциации юристов.
Хадр обвинялся в военных преступлениях, совершённых в ходе вооружённого конфликта в Афганистане, в том числе в убийстве солдата Армии США, которое он якобы совершил, бросив в последнего гранату. Однако в феврале 2008 года Пентагон случайно обнародовал документы, показавшие, что, хотя Хадр и находился в то время на поле боя, нет никаких доказательств того, что именно он бросил гранату. В частности, военные изначально сообщали о том, что другой боец успел бросить гранату, перед тем как его убили.
В октябре 2010 года Хадр признал себя виновным и был приговорён американским военным судом в Гуантанамо к восьми годам заключения без зачёта времени, уже проведённого в заключении.
29 сентября 2012 года Хадр был передан Канаде для отбывания оставшегося срока наказания.
В мае 2015 года Хадр был освобождён под залог в связи с пересмотром его приговора. В 2017 году канадские власти заявили, что согласились выплатить Хадру в качестве компенсации 10,5 миллионов долларов.

## Детство

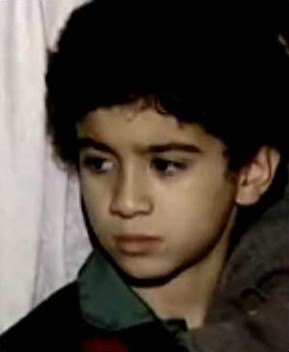
Хадр в раннем детстве

Поскольку отец Омара, Ахмед Саид Хадр проживал c семьёй в Пешаваре с 1985 года, Омар провёл всё своё детство в разъёздах между Канадой и Пакистаном. Из-за убеждения в том, что западное общество оказывает на детей дурное влияние, его мать выступала за то, чтобы растить семью за пределами Канады. Впоследствии Омар был зачислен в медресе в Пешаваре.
В 1992 году отец Хадра был тяжёло ранен, находясь в провинции Лоугар, Афганистан. Семье Хадр пришлось вернулась в Торонто, чтобы Ахмед мог пройти лечение. После переезда, Омар стал болезненно воспринимать натянутые отношения в семье и часто любил цитировать капитана Хэддока, одного из персонажей «Приключения Тантана». Преподаватели начальной школы Исламского общества северной Америки, где учился Омар, описывали его как «очень умного, очень энергичного и очень вежливого» мальчика. После возвращения семьи в Пакистан Омар и его братья и сёстры посещали частную школу в Пешаваре.

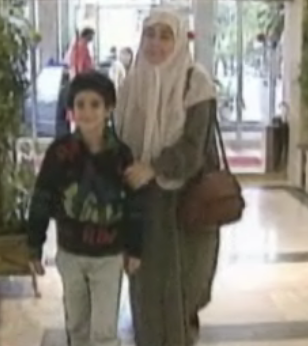
Мать Хадра называла его самым любимым из своих сыновей

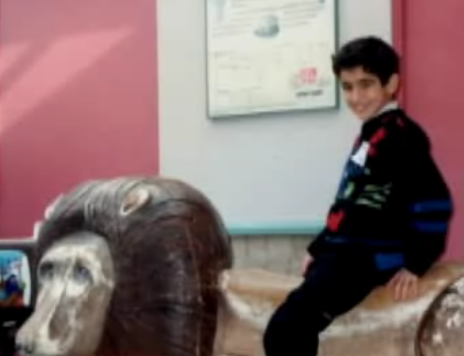
Хадр в зоопарке Торонто.

В 1995 году, вскоре после переезда, отец Омара, Ахмед был арестован в связи со взрывом египетского посольства в Исламабаде, организованным Айманом аз-Завахири. Ахмеду Хадр были предъявлены обвинения в финансировании и пособничестве заговорщикам. Через некоторое время, принимая участие в голодной забастовке, Ахмед был госпитализирован, а его 9-летний сын Омар каждую ночь спал у его кровати, вплоть до освобождения Ахмеда год спустя, за недостаточностью улик.
В 1996 году отец семейства перевёз семью в Джелалабад, где они жили в офисе неправительственной организации, основанной Ахмедом. Семья часто посещала резиденцию Усамы бин Ладена, где дети Хадра и бин Ладена могли вместе играть.

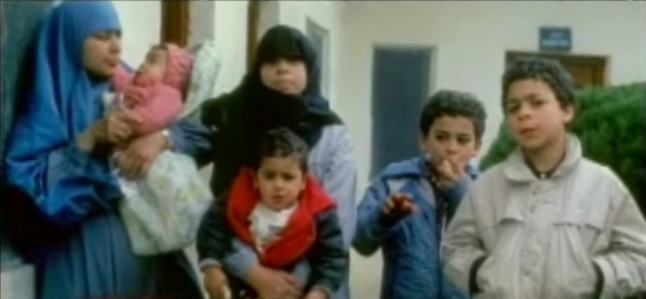
Фотография матери Хадра, его братьев и сестёр

В 1998 году, после взрывов посольств США в Африке в августе того же года, Америка ответила одновременным массированным ракетным ударом по Афганистану и Судану. Предвидя аналогичные ответные меры после событий 11 сентября в 2001 году, семья Хадров отправилась в горы, где Омар ходил в магазин, занимался стиркой и приготовлением пищи для группы солдат.
В начале 2002 года Омар проживал вместе с матерью и сестрой в Вазиристане. Его отец редко их навещал. В это же время Омар увлёкся шитьём бисером на одежде матери. Однажды его заставили надеть бурку, для того чтобы избежать проверки, притворившись дочерью, что сильно огорчило его. Когда Ахмед Хадр вернулся домой, Омар, несмотря на возражения своей матери, попросил отца разрешить ему остаться с группой людей, имеющих отношение к Абу Лаит аль-Либи (один из лидеров движения Аль-Каида в Афганистане). Ахмед Хадр не возражал, так как им в любом случае требовался переводчик с пушту, но при условии, что Омар будет регулярно навещать свою мать. Впоследствии в сборнике биографий, написанном Аль-Каидой, Ахмеда Хадра хвалили за то, что он «бросил своего маленького сына в огонь битвы», там же приводится сравнение Омара со львёнком.
В обвинительном заключении, подписанном Сьюзан Кроуфорд, офицера военной комиссии Гуантанамо, утверждается, что в июне 2002 года Омар Хадр прошёл курс тренировки по обращению с оружием, а также стал реже посещать свой дом.

## Захват
Находившийся под опекой трёх человек Хадр был вместе с ними, когда они устроили встречу с другими боевиками в местной деревне. Его родителям ничего не сообщили о встрече. Когда появились первые сообщения о битве, отец Омара, как утверждается, гневно кричал на Абу Лаит аль-Либи за то, что тот не позаботился должным образом об Омаре.
В феврале 2002 года группа американских солдат начала использовать заброшенную советскую авиабазу в городе Хост (Афганистан) в качестве разведывательного аванпоста, одновременно пытаясь внедриться в местную общину и заручиться её доверием.
Ранним утром 27 июля 2002 года отряд, состоящий из солдат 19-й группы Сил специального назначения, 1-го батальона 505-го пехотного полка, а также 20 наёмных «ополченцев» регионального лидера Паши Хан Задрана, находившихся под руководством его брата, выехал с авиабазы Баграм в деревню Аюб-Хеиль. Целью рейда был обыск дома, в котором как предполагалось, укрывался подозреваемый в производстве и хранении взрывчатки. В результате обыска в доме ничего не было обнаружено.
Во время рейда поступило сообщение о том, что в 300—600 метрах от местоположения отряда был совершён звонок со спутникового телефона, вероятно, принадлежащего семье Хадр. Группа из семи солдат была послана обследовать вероятное место звонка. В состав группы вошли майор Рэнди Ватт, офицер-исполнитель Майк Сильвер, сержант Кристофер Шпеер из Дельта Форс, Лейн Моррис и мастер-сержант Скотти Хансэн из 19-й группы Сил специального назначения, Кристофер Ведвик из 505-го полка, а также ещё один человек, личность которого засекречена.

### Сражение
Подойдя к жилому комплексу, состоящему из нескольких глиняных домов и сенного сарая, огороженному 3-метровой каменной стеной, команда Сил специального назначения увидела на расстоянии 100 метров от центрального здания играющих детей и пожилого мужчину, который спал у дерева неподалёку.
Вокруг костра в главном здании Лейн Моррис смог разглядеть 5 «хорошо одетых» мужчин с АК-47. Согласно дальнейшим словам Морриса, он либо приблизился и приказал открыть входную дверь видевшим его жителям, либо незаметно отошёл назад, и группа окружила комплекс по периметру. В любом случае, группа прождала 45 минут основной отряд, обыскивающий дом в Аюб Хеиль. В течение этого времени Лейн Моррис даже выругал солдат за то, что они повернулись спинами к дому, вместо того чтобы держать его в поле зрения.
В это же время спавший под деревом мужчина проснулся и начал громко кричать что-то на пушту. Некоторые дети стали подбегать к американцам и переводить его крик, объясняя им, что мужчина был «просто рассержен». Моррис сфотографировал детей, стоящих на дороге снаружи комплекса. Собралась толпа из примерно 100 местных жителей, которые наблюдали за развитием событий. Одного из афганских ополченцев послали вперёд к дому, чтобы потребовать от находившихся там людей сдаться, но он отступил, как только по нему открыли огонь.
Прибыло подкрепление со стороны 3-го взвода роты «Браво» из 1-го батальона 505-го пехотного полка под командованием капитана Кристофера Цирино, доведя тем самым общее число американских и афганских солдат до 50. Двое ополченцев из отряда Задрана были посланы в комплекс, чтобы поговорить с его жителями. Вернувшись назад, они доложили, что люди внутри называли себя пуштунами. Ополченцам был отдан приказ вернуться в комплекс и передать, что американцы хотят обыскать дом вне зависимости от национальной принадлежности его обитателей. Обоих солдат Задрана застрелили, как только они передали сообщение.

В этот момент из домов выбежали несколько женщин, а оставшиеся мужчины стали забрасывать американских солдат гранатами, периодически стреляя из ружей. Впоследствии показания одного из солдат противоречили этой версии. Он утверждал, что там находились только одна женщина и ребёнок, и они оба были задержаны силами США, после того как оказались на улице.
Моррис и Сильвер заняли позицию за каменной стеной. Находясь над левым плечом Морриса, Сильвер объяснял ему, куда следует целиться. Внезапно Моррис свалился назад на Сильвера. У него был виден порез над правым глазом и осколок в носу. Поначалу солдаты списали рану на неисправность винтовки Морриса, однако впоследствии её объясняли взрывом незамеченной гранаты. Сам Моррис утверждал, что, когда его ранило, он был внутри комплекса, прячась за сараем, где готовился выстрелить из гранатомёта в стену дома.
Морриса оттащили на безопасное расстояние от поля боя. Вскоре к нему присоединились специалист Майкл Риваковски, Брайан Ворт и специалист Кристофер Ведвик, тоже пострадавшие в результате взрывов гранат.

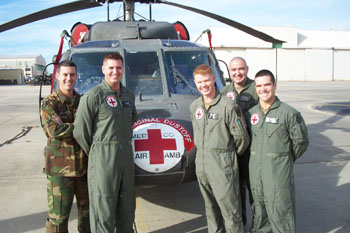
Команда медицинской эвакуации

В 09:10 в 57-е медицинское подразделение поступил запрос на медицинскую эвакуацию. Через 10 минут была развёрнута пара вертолётов UH-60 «Чёрный ястреб», DUSTOFF 36 и Wings 11. В качестве прикрытия два вертолёта AH-64 «Апач», Widowmaker 23 и Widowmaker 26. Из-за неясной ситуации, Апачи первыми прибыли на поле боя и пушечный и ракетный огонь по зданиям. Медицинские вертолёты всё ещё находились на расстоянии 19 км от места боя. В 10.28 вертолёты приземлились, чтобы забрать раненых, в это же время два самолёта F/A-18 «Хорнет» сбросили на дома бомбы Mk 82.
К этому времени, прибыла колонна подкрепления из 5 автомобилей, включая стрелковое отделение 82-й воздушно-десантной дивизии, доведя общее число солдат до 100 человек. В результате перестрелки, два автомобиля было выведено из строя. Десять минут спустя вертолёты медицинской эвакуации вылетели обратно на авиабазу. Прибывшая не место пара самолётов поддержки A-10 «Тандерболт» II, продолжила атаковать дома совместно с вертолётами «Апач». В 11.30, медицинские вертолёты прибыли на авиабазу Баграм.
Не зная того, что Хадр и один боевик сумели выжить при бомбардировке, в сухопутных войсках было принято решение послать внутрь комплекса, через дыру в южной стене, группу из 6 человек. В то же время по крайней мере, два других американских солдата продолжали забрасывать комплекс гранатами. В состав группы вошли Сильвер, Шпеер, трое солдат из Дельта Форс, а также ОС-1 (англ., термин используемый для сокрытия личности солдата, стрелявшего в Омара Хадра).
Войдя в комплекс, среди останков животных, солдаты обнаружили тела троих боевиков. Далее, по версии Сильвера которую он высказал в 2007 году в интервью газете The Star, он услышал звук похожий на выстрел и увидел, как пригнулись три солдата Дельта Форс, когда над ними пролетела граната. Граната взорвалась с самом конце группы, около на надевшего каску Шпеера.

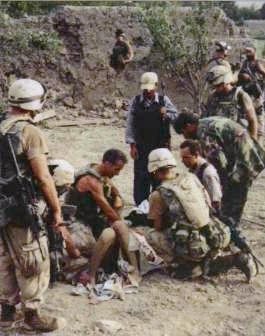
Медики оказывают медицинскую помощь Хадру

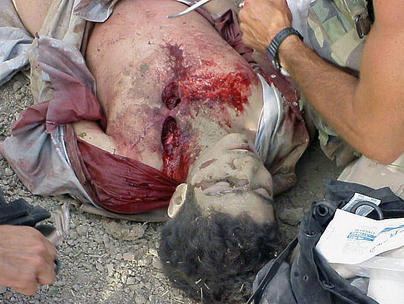
Двое солдат около Хадра

В показаниях ОС-1 говорится, что хотя он и не слышал ни одного выстрела, однако пыль поднятая ветром в переулке северной части комплекса, заставила его полагать, что группа попала под обстрел стрелка находившегося между домом и сараем. ОС-1 также описывает гранату, якобы переброшенную через стену ведущую к переулку, которая упала в 30-50 метрах от начала переулка. Чтобы укрыться от гранаты, взрыва которой он впрочем, также не слышал, ОС-1 побежал в направлении переулка, дав в эту сторону несколько очередей из карабина Colt M4, хотя из-за подымающихся клубов дыма, ОС-1 не мог ничего видеть. Подбираясь к юго-восточному входу в переулок, ОС-1 увидел лежащего на земле мужчину, с двумя огнестрельными ранениями груди, и пистолетом в кобуре. Рядом с ним также лежал АК-47. ОС-1 убил его выстрелом в голову с только что занятой позиции. Когда пыль рассеялась, ОС-1 увидел Хадра, сидящего на коленях, спиной к полю боя. ОС-1 дважды выстрелил ему в спину. Кроме этих ран, вследствие осколочного ранения головы, Хадр ослеп на левый глаз.
В свидетельских показаниях, ОС-1 также указал, что со времени проникновения в комплекс и до этого момента, прошло не больше 90 секунд, и что он был единственным Американцем открывшим огонь, не считая одной гранатой, брошенной американцами в жилое помещение, перед тем как они вошли внутрь.
Изначально же Сильвер утверждал что два солдата Дельта Форс открыли огонь, три раза выстрелив Хадру в грудь, когда увидели его с пистолетом в руках, повёрнутого лицом к американским солдатам. Это утверждение прямо противоречит версии событий высказанной ОС-1, являющегося единственным свидетелем, видевшим всё своими глазами. ОС-1 тем не менее, подтвердил что рядом с Хадром, в пыли лежал какой-то предмет, хотя ОС-1 точно не мог вспомнить, была ли это граната или пистолет.
Войдя в сам переулок, ОС-1 увидел двоих мужчин погребенных под обломками, рядом с которыми лежал АК-47. Характер ранений и общее состояние их тел, дал ОС-1 основания полагать, что они оба погибли в результате авиаудара. Подойдя к Хадру, ОС-1 дотронулся к его глазу, чтобы проверить, жив ли тот. Хадр отреагировал. Положив его на спину, чтобы им занялись остальные солдаты, ОС-1 направился к выходу из переулка, для того чтобы найти Шпеера, всё ещё не зная о его ранении. По пути, ОС-1 увидел третий автомат АК-47 и несколько гранат. В отличие от Морриса, упоминавшего о пяти «хорошо одетых» мужчинах, ОС-1 утверждает что осмотр руин, показал что внутри находилось всего 4 человека, и все они были обнаружены в том же переулке.
Пока Хадру оказывали медицинскую помощь на месте, он несколько раз просил медиков убить его, поражая их своим знанием английского. Один из присутствующих офицеров, позже писал в своём дневнике, что собирался отдать приказать рядовому солдату, убить раненого Хадра, но солдаты из Дельта Форс запретили вредить пленнику.
Затем, Хадра доставили на авиабазу Баграм на вёртолёте CH-47 «Чинук». В ходе полёта Хадр потерял сознание.

### Исход сражения
На следующий день, солдаты, включая Сильвера вернулись на место, чтобы произвести обыск помещений. Местные жители успели забрать два тела и похоронить их по мусульманскому обычаю. Они отказывались показать место захоронения американцам, которые хотели определить личности боевиков.
Предполагая, что под деревянными досками, на которых лежал последний убитый боевик, могла находиться подземная комната, разрушили стены дома экскаватором. Эти работы позволили обнаружить пять ящиков с боеприпасами, две ракеты, две гранаты и 3 гранатомёта. Некоторые из них случайно сдетонировали, пока лежали под тлеющими руинами. В сарае был обнаружен пластиковый пакет, в котором находились различные документы, провода и видеокассета. В докладе ОС-1 утверждается что видеокассета была найдена в главном здании, а не в сарае, а также упоминаются взрыватели, смоделированные под картриджи для игровых приставок Sega.
На видеокассете можно увидеть, как Хадр играется с детонационным шнуром, в то время как другие мужчины, включая Абу Лаит Аль-Либи, собирают взрывные устройства во впоследствии уничтоженном доме (судя по стенам, коврам, а также по виднеющейся из окна местности). На видео также видно, как улыбающийся Хадр устанавливает фугасы и шутит с оператором видеокамеры. Было высказано мнение, что это те самые мины, которые были позже обнаружены американцами на дороге между Хостом и Гардезом.
Сражение, изначально окрещённое не иначе как засада, преподносилось как первое крупное столкновение за последние четыре месяца, с тех пор как закончилась Операция «Анаконда». Хансен и Ватт были оба награждены Бронзовой звездой, за то что забрали с поля боя двоих раненых солдат, находясь под обстрелом. Источники расходятся во мнениях, были ли это два раненых американских солдата включая Морриса, либо это были афганские солдаты застреленные в самом начале. Всех пятерых раненых наградили Пурпурными сердцами. Шпеера перевезли с авиабазы Баграм на авиабазу Рамштайн в Германии, где 7 августа его отключили от системы жизнеобеспечения, а его сердце, печень, лёгкие и почки были использованы как донорские органы.

## Содержание в Баграме
Хадра в бессознательном состоянии перевезли для оказания медицинской помощи на авиабазу Баграм. Приблизительно через неделю, как только Хадр вернулся в сознание, начались его допросы. Всё это время и в течение нескольких следующих недель, он оставался прикованным к носилкам. Несколько заключённых Гуантанамо, после своего освобождения в 2004 году, сделали совместное заявление об опыте своего пребывания в тюрьме. Один из них, Рухаль Ахмед, утверждал, что Хадру отказывали в проведении хирургических операций, и не давали обезболивающие препараты, в качестве наказания за плохое сотрудничество с военными. Хадру также было отказано в просьбе получить солнечные очки, чтобы защитить его падающее зрение. Отказ был мотивирован «вопросами государственной безопасности».
20 августа 2002 года, США проинформировало Канаду о пленнике и попросило подтвердить его личность. 10 дней спустя, Канада послала дипломатический запрос в США, с требованием обеспечить консульский доступ к своему гражданину, находящемуся в Баграме. Ещё через 10 дней запрос был отклонён США, с указанием на то, что Канада будет оповещена только в том случае, если граждане Канады будут переводиться в лагерь Гуантанамо-Бэй. В августе Хадра также посетили представители Красного Креста.
Хадр утверждает, что ему отказывали в обезболивающих препаратах, что ему приходилось часами стоять с вытянутыми руками, привязанными к дверной раме, его обливали холодной водой, одевали ему на голову мешок, натравливали на него военных собак и заставляли носить 20 литровые вёдра с водой, для того чтобы растравить его раны. Во время допросов, ему не разрешали пользоваться уборной, из-за чего, ему приходилось мочиться под себя. Главным дознавателем Хадра был Джошуа Клаус, сержант который в том же году был признан виновным в жестоком обращении с заключёнными, выбивании признательных показаний и участии в действиях, повлекших смерть невиновного афганца.
13 сентября 2002 года Канада послала дипломатическое письмо, в котором говорилось, что, учитывая возраст Хадра, «различные законы Канады и США» требуют специального обращения с ним, и просила не переводить Хадра в Гуантанамо-Бэй.
17 сентября, был проведён ещё один допрос Хадра. В ходе допроса Хадр заявил что помогал боевикам, потому что слышал, что США воевали против ислама. На вопрос о том, слышал ли он, что за каждого убитого американского солдата в Афганистане предлагается 1500 долларов США, Хадр ответил, что знал про эти слухи, однако не знал, кто именно должен был выплачивать награду. Когда же его спросили, что он чувствовал во время битвы, 15-летний Омар ответил: «Я хотел убить много американцев, чтобы получить много денег.» Позднее, его адвокат Нэйтан Уитлинг, комментируя отчёты военных, говорил:

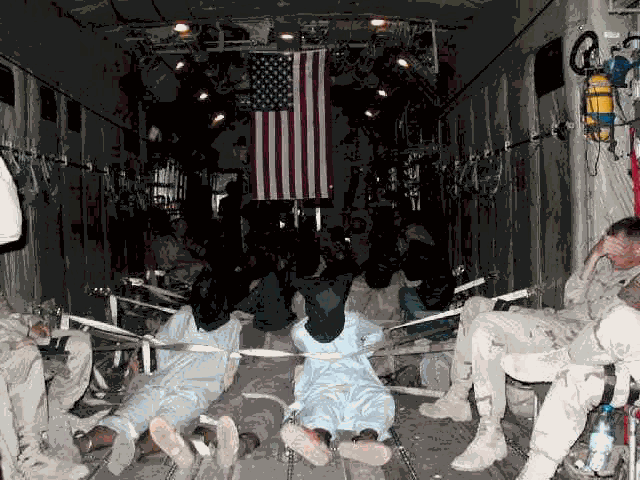
Перевоз пленников в Гуантанамо-Бэй

Едва ли убедительной кажется версия США, предполагающая, что в середине битвы и после того, как двухсоткилограмовые бомбы сравняли всё вокруг с зёмлей, и все кто был внутри оказались убитыми, Хадр лежал под руинами и думал о том, как бы ему заработать 1500 долларов США.
Оригинальный текст (англ.)It is hardly convincing for the U.S. to suggest that in the midst of this battle, and after the entire site had been flattened by 500-pound bombs and everyone else in the compound killed, Omar was lying under the rubble thinking about how to earn himself $1,500

Хадр провёл три месяца в Баграме, оправляясь от ран. Вместе с ним в одной камере находился также Моаззам Бег и десять других человек.
28 октября 2002 года, не поставив в известность Канаду, Хадра вместе с Ричардом Белмаром, Джамалем Киемба и другими пленниками перевезли на базу Гуантанамо. Хадр вспоминает, что во время полёта он находился в кандалах, на него надели хирургическую маску, наушники и специальные очки (в качестве пытки сенсорной депривацией). Во время полёта его били каждый раз, когда он пытался вытянуть ноги.

## Содержание в Гуантанамо

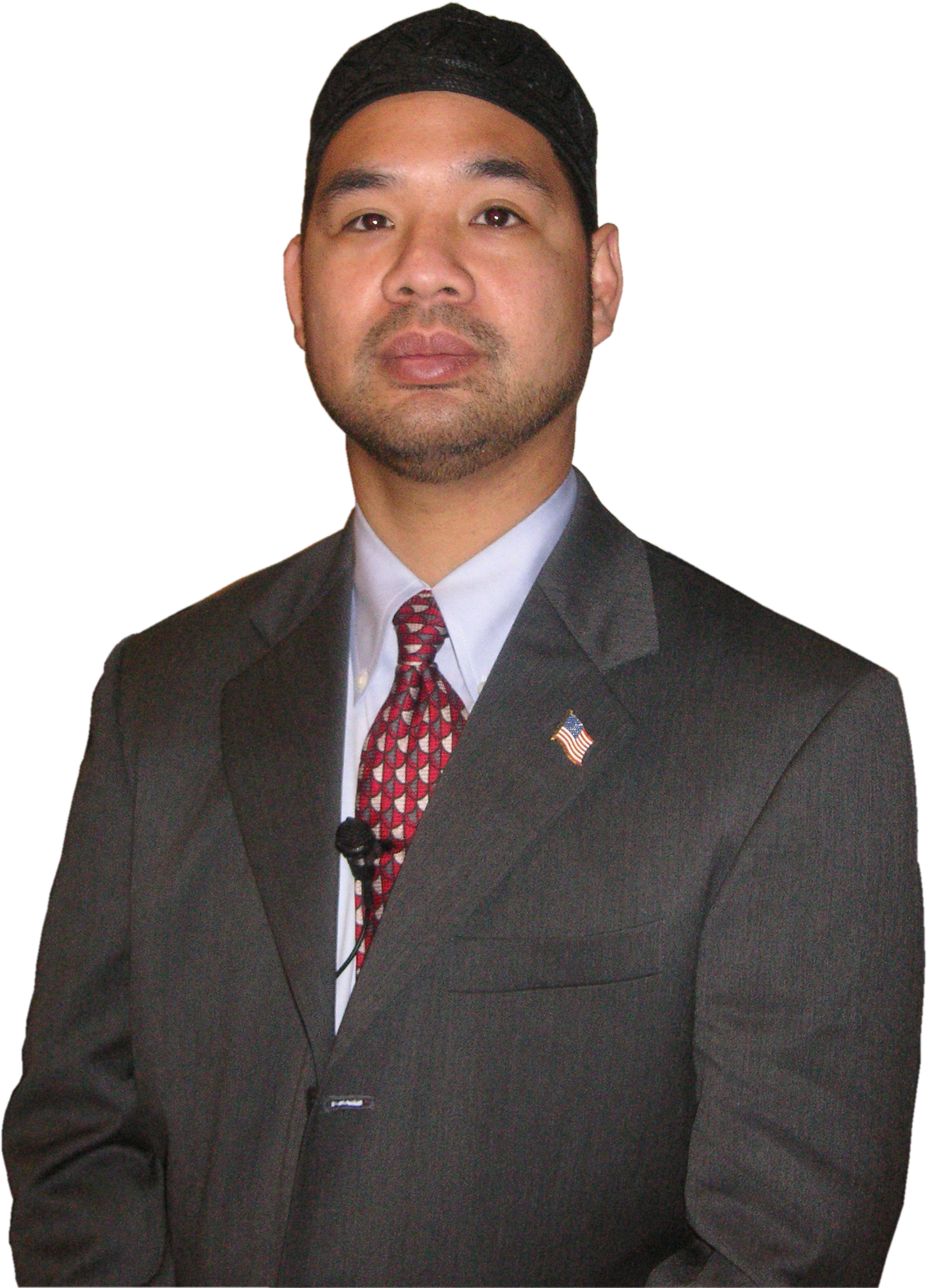
Мусульманский священник Джеймс Йи вспоминал, что один из дознавателей дал Хадру книжку про Микки Мауса на английском языке, которую Омар прижимал к груди, когда спал.

Хадр прибыл на базу Гуантанамо Бэй 29 или 30 октября 2002 года, чтобы предстать перед судом по обвинению в терроризме и совершении военных преступлений. На то время его рост составлял 170 см, вес 70 кг. По воспоминаниям Хадра, охранники приветствовали его фразой «Добро пожаловать в Израиль».
Хотя в тюрьме Баграм Хадру исполнилось только 16 лет, на Гуантанамо к нему уже относились как ко взрослому заключённому. Чиновники считали его «кладом для разведки» не только потому, что его отцом был сам Ахмед Саид Хадр, но и потому, что он лично встречался с Усамой бин Ладеном и теоретически мог предоставить ценную информацию об иерархии в Аль-Каиде, несмотря на то, что в то время ему было всего лишь 10 лет.
Поначалу большую часть своего времени он проводил в тюремном госпитале, где общался с Джеймсом Йи, тюремным мусульманским священником, однако они не беседовали на религиозные темы. В феврале 2003, Хадр писал своим дедушке и бабушке в Скарбороу, Онтарио: «Я очень молюсь за вас, не забывайте меня в своих молитвах, не забывайте мне писать и пишите мне о ваших проблемах».
21 января 2003 была введена новая стандартная операционная процедура для американских военных дознавателей, от которых теперь требовалось «создать радикально новые методы и методологии необходимые для завершения этой миссии, ради защиты нашей нации».
В феврале 2003 офицеру разведки МИД Канады, Джиму Гулду и чиновнику из Канадской службы безопасности и разведки (КСБР) было позволено лично допросить Хадра. В течение трёх предшествующих допросу недель к Хадру применялась депривация сна. Каждые три часа, 21 день подряд, его переводили в новую камеру, стремясь «сделать его более сговорчивыми и согласным говорить».
Присутствие Гулда, принёсшего Хадру гамбургер Биг Мак, позволило правительству утверждать, что визит был совершён с целью «удостовериться в добром здравии Хадра». Адвокат Хадра, Нейт Вайтлинг, напротив утверждал, что «(МИД) говорит, что визит был сделан в интересах Хадра, но не в этом дело». Адвокаты Хадра безуспешно пытались получить решение Федерального суда Канады о запрете Канадской службе безопасности и разведки допрашивать Хадра в будущем. На брифинге через месяц МИД Канады обобщил выводы Гулда, заявив, что Хадр — «совершенно сломанный молодой человек. Все те, кто обладал над ним властью, использовали его самого и его доверие ради собственных целей».
Заместитель директора КСБР Уильям Хупер заверил канадскую общественность в том, что целью допроса не был сбор информации для стороны обвинения в США, но всё же признал, что у американцев был неограниченный доступ к полученной информации. К тому же Канада не требовала каких-либо гарантий того, что эти данные не будут использованы при возможном выдвижении обвинений, предусматривающих смертную казнь.
В течение большей части 2003 года Хадр находился в камере, соседней с камерой британского заключённого Рухаля Ахмеда. Они оба часто разговаривали о любимых голливудских фильмах, таких как «Храброе сердце», «Крепкий орешек» или «Гарри Поттер». Позднее Ахмед вспоминал, как после некоторых допросов Хадр возвращался обратно с улыбкой и рассказывал о показанных ему фильмах, а после других приходил в слезах, накрывался покрывалом и забивался в угол.
Ранней весной 2003 один из военных дознавателей заявил Хадру, что его жизнь была в руках того, этот же дознаватель плевал в него, вырывал ему волосы и угрожал послать его в страну, где бы его пытали «более тщательно», делая упор на египетском «солдате номер девять», которому нравилось насиловать заключённых. Этот допрос закончился тем, что Хадру заявили, что весь остаток своей жизни он проведёт на Гуантанамо. Через несколько недель другой дознаватель, представившийся как Измарай, угрожал Хадру отправить его в новую тюрьму на авиабазе Баграм, где тюремщикам «нравятся маленькие мальчики».
Хадра держали в одиночном заключении, ему отказывали в адекватном медицинском обслуживании, на него одевали кандалы и оставляли связанным в неудобных позах до тех пор, пока он не опорожнялся или мочился под себя. Также адвокаты Хадра утверждают, что в марте дознаватели «таскали (его) по полу в луже мочи и соснового масла», а после не предоставляли ему в течение двух дней сменное бельё.
В конце марта 2003 года Омару присвоили 4-й уровень опасности и перевели на месяц в пустую одиночную камеру без окон.
В 2003 Хадр начал вести молитвенные служения среди заключённых. Однажды, год спустя, он рассказал Моаззаму Бег, что его брат Абдурахман Хадр работал на американцев, и что он смог побеседовать с братом, которого теперь также содержали на Гуантанамо. Они были в разных камерах, всего в 15 метрах друг от друга. Они кричали друг другу на арабском. Омар говорил старшему брату не признавать связи семьи с Аль-Каидой и упомянул о том, что теряет левый глаз. За время пребывания на базе Хадр сумел выучить Коран наизусть.
В марте 2004 офицер разведки Канады Джим Гулд вернулся на базу Гуантанамо, но Хадр больше не сотрудничал с ним. МИД Канады утверждал, что Хадр пытался быть «крутым парнем» и старался произвести впечатление на своих сокамерников. Его адвокат, Мунир Ахмад, возражал этому, говоря, что Хадр изначально верил в то, что Гулд «наконец-то пришёл, чтобы помочь ему» в 2003, но в 2004 он понял, что канадское правительство не помогало, а допрашивало его.
В общей сложности канадцы допрашивали Хадра 6 раз в период с 2003 по 2004, от него требовали опознать по фотографиям канадцев подозреваемых в связях с терроризмом. Среди них был и Махер Арар, арестованный в Нью-Йорке в 2002 году канадец сирийского происхождения, которого потом американцы переправили в Сирию, и где он в течение года подвергался пыткам, пока не была доказана его невиновность. Когда Хадр заявил канадской стороне, что американцы пытали его ради того чтобы получить признательные показания, канадские чиновники назвали его лгуном, что довело Омара до слёз. Позднее он вспоминал что он «пытался сотрудничать, ради того чтобы они забрали меня обратно в Канаду».
В январе 2004 капитан-лейтенант Барбара Бёрфайнд заявила что США более не намерены удерживать на Гуантанамо несовершеннолетних, тем самым дав повод Клайву Стэффорду Смиту поставить под сомнение законность не только самого факта удержания на базе, но и того, что Хадра собираются судить военным трибуналом.
18 июня 2004 года Хадр написал письмо своей матери, которая вернулась в Канаду ради младшего брата Омара, Абдукарима, которому была необходима квалифицированная медицинская помощь. Ещё через четыре месяца, он написал другое письмо матери, и одно брату Абдурахману Хадр.
В августе 2004 адвокаты Рик Уилсон и Мунир Ахмад подали «срочное прошение» на выдачу медицинской документации Хадра. Им отказали и вместо этого выдали заявление начальника военно-морского госпиталя Гуантанамо, доктора Джона С. Эдмондсона, в котором говорилось, что Хадр был «в добром здравии», а в придачу выдали двухстраничный документ, озаглавленный «Состояние услуг медицинского обслуживания».
В ноябре 2004, после встречи Хадра с его адвокатами, Ахмадом и Уилсоном, Хадра подвергли 4-дневному допросу, в ходе которого от него добивались, что именно он обсуждал с адвокатами. Как утверждает Хадр, дознаватели применяли к нему чрезвычайно грубую физическую силу и запрещали ему проговаривать ежедневные молитвы. Во время этого визита адвокаты провели психологическое исследование с помощью опросника, известного как Краткая шкала оценки психического статуса. Ответы Хадра на вопросы были после переданы доктору Эрику Трапину, эксперту в области психологии развития у несовершеннолетних, находящихся в заключении. Трапин установил, что Хадр страдает от «маний и галлюцинаций, проявляет суицидальное поведение и наличие сильной паранойи», и что насилие над ним сделало его «особенно уязвимым для принуждения психологического рода». Также Трапин заключил, что у Хадра существует повышенный риск совершения самоубийства. Все усилия по организации проведения независимого медицинского обследования не увенчались успехом.
С 19 марта 2005 года канадская сторона начала регулярно посещать Хадра для наблюдения за его состоянием и поведением. В это время он содержался в лагере № 5, лагере с максимальным уровнем безопасности, и поступали сообщения о том, что Хадр облил мочой охранников и отказывался от пищи. В том же году его сестра Зайнаб также вернулась в Канаду из Пакистана, чтобы иметь возможность требовать лучшего обращения с Омаром и его братом, Абдуллой. В какой-то период до мая 2005, Хадр попросил своего адвоката Ричарда Уилсона привезти ему для чтения канадские автомобильные журналы с новыми моделями, а позднее в разговорах с канадскими представителями он с энтузиазмом описывал, насколько ему нравятся Mercedes-Benz и Bentley.
Хадр участвовал в голодовке в течение 15 дней, пока его не начали насильственно кормить. Он заявил, что после того, как покинул больницу, он потерял сознание и что охранники жестоко избили его. 20 июля 2005 заключённый Гуантанамо Омар Дигхейс писал в своём дневнике: «Омару Хадру очень плохо в нашем блоке. Его рвёт кровью. Они дали ему сыворотку, когда нашли его на полу в камере». Отрывки из его дневника были впоследствии опубликованы в газете The Independent.
В апреле 2005 адвокаты Хадра, Ахмад и Уилсон провели ещё один письменный психиатрический тест, после переданный доктору Дэрил Мэттьюз, судебному психологу, которого Пентагон уже приглашал на базу Гуантанамо двумя годами ранее. Мэттьюз сделал вывод, что Хадр проявлял все признаки посттравматического стрессового расстройства.
В июле 2005 Хадр снова участвовал в голодной забастовке, наряду с 200 другими заключёнными, и не ел в течение 15 дней. Его дважды забирали в госпиталь и насильственно кормили. 9 июля его несколько раз избила военная полиция, после того как он упал от слабости.
В мае 2005 Хадр заявил, что более не намерен сотрудничать с любым из американских адвокатов, занимавшихся его делом, включая Колби Вокей, Ричарда Уилсона и Кристину А. Хаски. Канадские адвокаты Хадра убедили последнего оставить капитан-лейтенанта Уильяма Кублера, в связи с правилами военного трибунала. Три месяца спустя Канада запретила любые дальнейшие допросы Хадра КСБР. В сентябре 2005 Хадра перевели из лагеря № 5 в лагерь № 4.

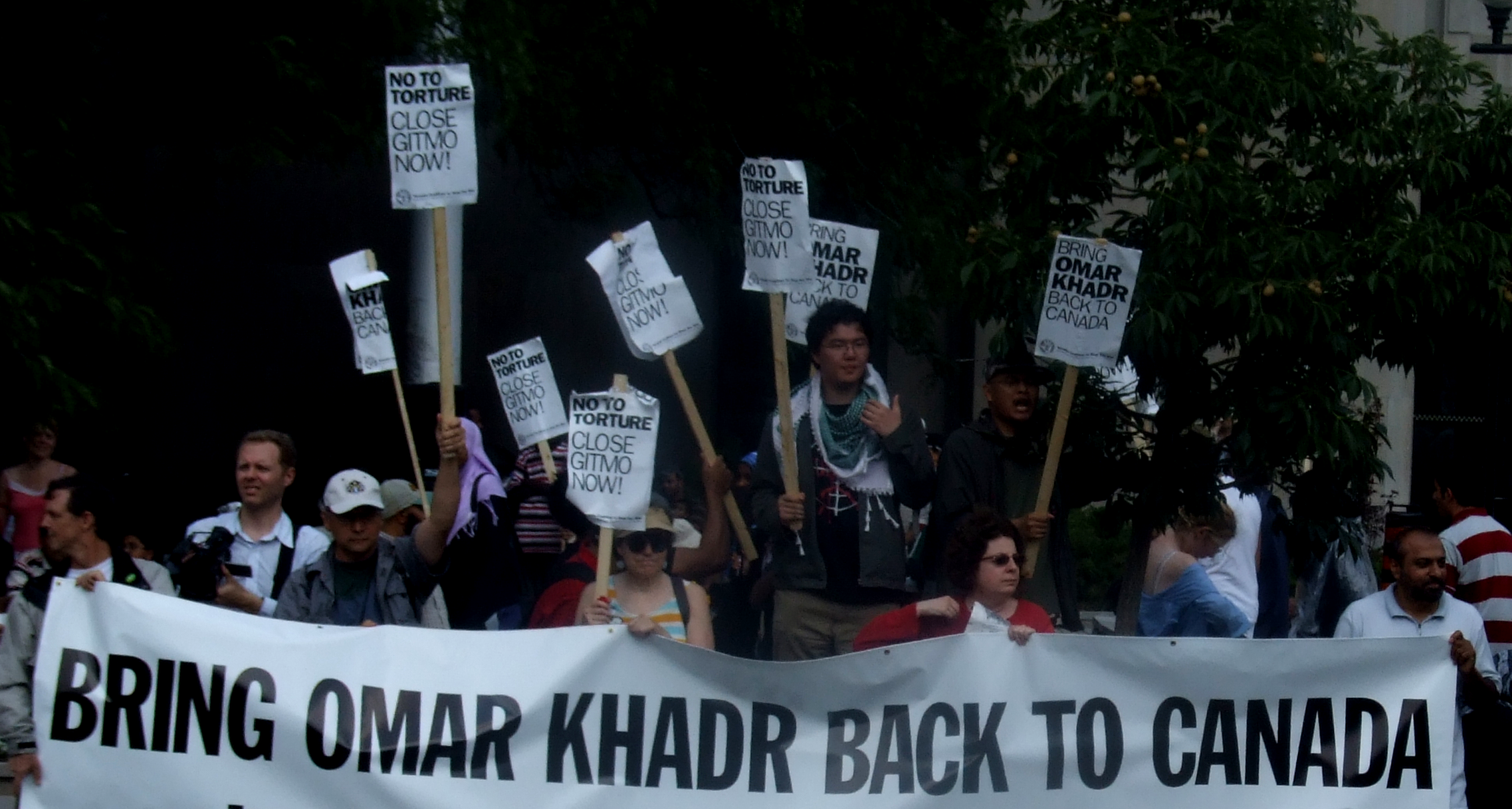
Демонстранты в Канаде требуют репатриации Хадра

В 2006 году Армия США начала расследование с целью проверки заявлений Хадра о жестоком обращении с ним в тюрьме на авиабазе Баграм. В июле его снова перевели в лагерь № 5, после того как он выразил недоверие своим военным адвокатам и обозвал охранников «идиотами».
6 марта 2006 Хадр встретился с Клайвом Стэффорд Смитом в лагере № 5, где заявил последнему, что во время штурма в Аюб-Хеиль он потерял сознание от взрыва американской гранаты и не помнит, что бросал гранаты, когда разразилось сражение.
В марте 2007, спустя пять лет после захвата, Хадру впервые было позволено поговорить со своей матерью по телефону. Ему было позволено совершить ещё один телефонный звонок семье, но больше звонков от него не поступало, так как его перевели в самую суровую часть базы Гуантанамо, лагерь № 6, по «дисциплинарным причинам». Когда Канада протестовала против этого, заявив, что поведение Хадра в большей степени зависит от того, в каком лагере он содержится, США перевели Хадра обратно в лагерь № 4.
9 апреля 2008 года коробка с документами Хадра была конфискована, якобы потому, что находившаяся там копия сценария фильма «Властелин колец» была запрещена. Документы были возвращены через несколько дней. Хадру также запретили продолжать играть в домино и шахматы со своими адвокатами.
Уильяму Кублеру удалось организовать встречу Хадра с Кейт Портерфильд, которая провела психологическую оценку состояния Хадра и смогла посетить его 3 раза в ноябре 2008 года. Портерфильд заключила, что ей было трудно установить доверительные отношения с Хадром, что «ожидаемо в таких случаях, как с Хадром, когда молодые люди подвергаются насилию».
Канада долго отказывалась содействовать репатриации или хотя бы экстрадиции Хадра домой.
По состоянию на январь 2009 года, 64 % канадской общественности поддерживало идею репатриации Хадра в Канаду. Для сравнения, в июне 2007 этот показатель составлял всего 41 %.
В октябре 2010 года Хадр признал себя виновным и был приговорён и был приговорён американским военным судом в Гуантанамо к восьми годам заключения без зачёта времени, уже проведённого в заключении.
29 сентября 2012 года Хадр был передан Канаде для отбывания оставшегося срока наказания.
В мае 2015 года Хадр был освобождён под залог в связи с пересмотром его приговора. В 2017 году канадские власти заявили, что согласились выплатить Хадру в качестве компенсации 10,5 миллионов долларов.